# Lacertaspis gemmiventris
Lacertaspis gemmiventris — вид сцинкоподібних ящірок родини сцинкових (Scincidae). Мешкає в Камеруні і Екваторіальній Гвінеї.

## Поширення і екологія
Lacertaspis gemmiventris мешкають на схилах гори Камерун та в деяких інших гірських районах країни, а також в горах на острові Біоко. Вони живуть у первинних вологих тропічних лісах. Зустрічаються на висоті від 800 до 1100 м над рівнем моря.

## Збереження
МСОП класифікує цей вид як такий, що перебуває під загрозою зникнення. Lacertaspis gemmiventris загрожує знищення природного середовища.